# Fenshui Jiang
Fenshui Jiang (kinesiska: 分水江) är ett vattendrag i Kina. Det ligger i provinsen Zhejiang, i den östra delen av landet, omkring 68 kilometer sydväst om provinshuvudstaden Hangzhou.
Genomsnittlig årsnederbörd är 2 207 millimeter. Den regnigaste månaden är juni, med i genomsnitt 474 mm nederbörd, och den torraste är januari, med 82 mm nederbörd.